# Ophtalmoplon spinosum
Ophtalmoplon spinosum är en skalbaggsart som beskrevs av Martins 1965. Ophtalmoplon spinosum ingår i släktet Ophtalmoplon och familjen långhorningar. Inga underarter finns listade i Catalogue of Life.